# Macrosteles fuscinervis
Macrosteles fuscinervis är en insektsart som beskrevs av Matsumura 1914. Macrosteles fuscinervis ingår i släktet Macrosteles och familjen dvärgstritar. Inga underarter finns listade i Catalogue of Life.